# الدينار الإسلامي الحديث
الدينار الإسلامي الحديث فكرة بادر بطرحها رئيس الوزراء الماليزي مهاتير محمد عام 1997، كبديل للدولار الأمريكي ووسيلة تبادل مالي في المعاملات التجارية الدولية بين الدول الإسلامية، لكن لم يكتب النجاح للفكرة بسبب الضغوط الدولية لثنيه عنها.

## الدينار القديم
قبل أن يطل الدولار ويهيمن على العالم كان للمسلمين تراث في استخدام النقود حتى الدولة العثمانية، فقد استخدمت أثناء حياة النبي محمد القطع الذهبية البيزنطية، والدراهم الفضية الساسانية. وفي عهد عمر بن الخطاب وضعت الدولة الإسلامية بصماتها على العملات رغم الإبقاء على أسماء جهة السك والتاريخ الروماني المنقوش على القطع المعدنية، وذلك بضرب الدراهم الفضية على الطريقة الكروية، ووُضِعَ معيار النقدين على أساس 1.43 درهم فضي لكل دينار ذهبي، إلى جانب إضافة عبارات إسلامية، مثل: (الحمد لله، محمد رسول الله، لا إله إلا الله).

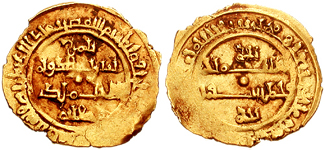
ربع دينار قديم

وحين بويع عثمان بن عفان خليفة للمسلمين نقش على الدراهم الساسانية عبارة (الله أكبر، بسم الله). وقد تُدولت نقود البيزنطيين في الفترة الإسلامية الأولى حتى تولى عبد الملك بن مروان الخلافة خلال العهد الأموي (65-86هـ/ 684-705م) فأمر بضرب مسكوكات إسلامية خالصة؛ حيث قام الحجاج بن يوسف الثقفي بأمر الخليفة في سنة 66هـ بضرب أول درهم إسلامي من الفضة الخالصة منقوش عليه: (لا إله إلا الله وحده لا شريك له).
وفي سنة 73هـ/692م، شرع عبد الملك بن مروان في عملية تعريب منظمة للمؤسسات والنظم في البلاد التي فتحها المسلمون، وأنجز في عام 77هـ عملية ضرب الدينار الذهبي، ويعد ذلك أول مسكوكة إسلامية بالكامل من الذهب الخالص لا تحمل صورًا أو أسماءً لحكام غير مسلمين، وتعبر الآيات القرآنية المنقوشة على الدينار الذهبي عن أسس العقيدة الإسلامية. فقد كتب في وسط وجه المسكوكة كلمة التوحيد (لا إله إلا الله وحده لا شريك له)، وفي المحيط أضيف اسم النبي محمد إلى جزء من آية التوبة على هيئة شعار: (هو الذي أرسل رسوله بالهدى ودين الحق ليظهره على الدين كله)، كما جاءت عبارة الوسط على الظهر جزءا من سورة الإخلاص (الله أحد الله الصمد لم يلد ولم يولد).
وتم الحفاظ على شكل الدينار الذهبي طوال العهود الإسلامية إلى زمن الدولة العثمانية التي كان لها قطعها من الدينار الذهبي والدراهم الفضية الإسلامية.

## هيمنة الدولار
منذ أوائل القرن التاسع عشر حتى بداية الحرب العالمية الأولى، كانت لندن هي المستقر العالمي للعملات الدولية، وبالتالي مركز الثقل للمبادلات التجارية والتحويلات المالية الدولية، وذلك لتمتع بريطانيا بما لديها من ذهب إلى جانب احتلالها لمناطق كثيرة في العالم. وعلى أساس قاعدة الذهب، كانت العملات الرئيسية الحالية تقوم بما يلي: [بحاجة لمصدر]
1. الجنيه الإسترليني: تم تحديد قيمته بوزن (7.988) جرامات من الذهب حيث احتل المرتبة الأولى بين عملات التجارة العالمية بنسبة 21% من إجمالي مدفوعات التجارة الدولية.
2. الفرنك الفرنسي: تحددت قيمته بوزن (322.58) ملليجرام ذهب، واحتل المرتبة الثانية بنسبة 8% من التجارة الدولية.
3. المارك الألماني: تم تحديد قيمته بوزن (398.2) مليجرام ذهب، ولم يكن المارك يلعب دورًا مهمًّا في التجارة الدولية.
4. الروبل الروسي: تحددت قيمته بوزن (744) ملليجرام ذهب، ولم يكن الروبل يلعب دورًا خارج حدود الإمبراطورية القيصرية.
5. الدولار الأمريكي: بعد تقلبات عديدة تحددت قيمته بوزن (1.5) جرام ذهب، ودون أن يكون له دور على المستوى العالمي؛ نظرًا لعدم وجود مصرف مركزي (تأسس مصرف الاحتياط الفيدرالي الأمريكي سنة 1913).

ولما بدأت محادثات (بريتون وودز) سنة 1944 تحت رعاية الأمم المتحدة، بغرض وضع مسودة النظام النقدي الدولي، اقترحت بريطانيا على لسان مندوبها الاقتصادي الشهير «كينز» أن يوضع نظام لإصدار النقد العالمي يكون مرتبطًا بلجنة دولية لها حق الإشراف على ثبات أسعار الصرف (اتحاد المدفوعات الدولي)، لكن إصرار الوفد الأمريكي جعل حق الإشراف للمصرف المركزي الأمريكي. واستقر الدولار حينئذٍ ليكون هو النقد الوحيد الذي يصلح لأن يكون أداة التبديل بالذهب، وبسعر (35) دولاراً للأوقية الواحدة من الذهب.
ولكن في عقد الستينيات انخفض رصيد الدولار من الذهب من 100% إلى أقل من 20% كما أصاب الاقتصاد الأمريكي عجز كبير، وانخفاض في ميزان المدفوعات، وفي الميزان التجاري مع كثير من الدول. وقامت الولايات المتحدة بمحاولات لإنقاذ الدولار وطلبت من فروع البنوك الأمريكية خارج أمريكا أن تنقل ما بحوزتها من دولارات إلى داخل الولايات المتحدة، وذلك للتخفيف من عمليات استبدال الدولار بالذهب، حينها كانت تقوم فيه كل من فرنسا وبريطانيا بعمليات استبدال مليارات الدولارات بالذهب، بقصد تفريغ الخزائن الأمريكية من الرصيد الذهبي، حتى سنة 1968؛ إذ وقع الدولار في أزمة مستعصية؛ وهو ما اضطر الرئيس الأمريكي نيكسون إلى إصدار قرار في 15 أغسطس 1971 يقضي بإلغاء تبديل الدولار بالذهب، ووضع القيود على كل الصادرات الخارجية التي تدخل الولايات المتحدة بنسبة 10%؛ وأدى ذلك الإجراء إلى موجة من الاحتجاجات عالميًّا، وأقفلت البنوك أبوابها، كما توقفت المؤسسات المالية والبورصات العالمية عن العمل.
ولكن هذا القرار ظل ساري المفعول، وانتقل العالم إلى مرحلة جديدة في نظامه النقدي وهي مرحلة هيمنة الدولار، وإلغاء الارتكاز إلى قاعدة الصرف بالذهب، حيث صار الذهب مجرد سلعة كباقي السلع التجارية، واستقر الحال لأن يكون الدولار هو قاعدة النقد، وعلى أساسه تثبت أسعار الصرف، وصارت المعاملات المالية وحركات البورصات والمبادلات التجارية، وتقييم أسعار صرف عملات الدول الأخرى مرتبطة بالدولار، ويتبع ذلك أسعار النفط وأسعار الذهب في الأسواق الحرة.

## عودة الدينار الذهبي من ماليزيا
تعود فكرة الدينار الذهبي الإسلامي الذي ستقوم ماليزيا بإصداره إلى البروفيسور عمر إبراهيم فاديلو، رئيس دار سك العملات الإسلامية ومؤسس شركة الدينار الإلكتروني في دبي، ومؤسس منظمة المرابطين الدولية التي أسست عام 1983 في جنوب أفريقيا ولها انتشار واسع في جنوب أفريقيا وأوروبا. وتعتقد منظمة المرابطين أن وحدة العالم الإسلامي لا يمكن تحقيقها إلا بالعمل الاقتصادي الموحد.
وأبرز مشروعات الوحدة الاقتصادية التي تسعى إليها المنظمة هو قيام السوق الإسلامية المشتركة بعملة موحدة هي الدينار الذهبي الإسلامي، والذي ظل مستخدمًا وسط أعضاء منظمة المرابطين، ويأملون أن يحل الدينار الذهبي الإسلامي محل الدولار الأمريكي الذي هيمن كعملة رئيسية في العالم.
ويقول د. عمر فاديلو صاحب الفكرة: إن نظام الدينار الذهبي يستهدف تقليص هيمنة الدولار الأمريكي وإعادة استخدام الذهب كعملة دولية في العالم بدلا منه؛ لأن أسعار العملات الورقية في تذبذب مستمر وليست كالذهب الذي يحمل قيمته وثمنه من خلال امتلاكه كمعدن ثمين.
ويقضي النظام بأن تتبنى الحكومات الإسلامية خطة تحتفظ بموجبها بالذهب في بيت مقاصة أو في بنك مركزي، على أن يجري استغلال هذا الذهب في تسوية الحسابات التجارية بين تلك الحكومات بدلاً من الاستعانة بأسواق الصرف الأجنبي والمؤسسات المالية الغربية.
وقد صدر أول دينار ذهبي إسلامي في عام 1992، وذلك بوزن يعادل 4.25 جرامات من الذهب عيار 22، وفي نوفمبر 2001 تم طرح مجموعة من الدنانير الذهبية بوزن 4.25 جرامات ذهب عيار 22.
كما طرحت مجموعة أخرى من الدراهم الفضية بوزن 3 جرامات من الفضة الخالصة، بغرض التداول في دولة الإمارات العربية المتحدة، وذلك بالتعاون بين مجموعة مؤسسات هي: دار سك العملات الإسلامية باعتبارها جهة الإصدار؛ وشركة الإمارات جولد التي تولت عملية السك؛ ومجموعة الرستماني للصرافة التي تقوم بترويج تداول الدينار وتبديله، بينما قدم مصرف الإمارات المركزي التسهيلات الفنية والقانونية لإعادة سك هذه العملات والموافقة على تداولها.

## الدينار الإلكتروني
تطورت فكرة الدينار في عام 1997 ليتم وضعها في إطار مصرفي عن طريق إطلاق ما يسمى بالدينار الإلكتروني، وهو نظام تبادل يستعمل فيه الذهب كنقد من خلال معاملات تجرى عبر شبكة الإنترنت. والدينار الإلكتروني هو تطوير لنفس فكرة العملات الذهبية بحيث يمكن دفع مبلغ من المال والحصول على بطاقة ذهبية تعادل قيمة المدفوع وتستخدم في التسوق. وينتظر أن تتطور الخطوات العملية بإنشاء شبكة تتكون من 25 سوقًا تجارية يتم تمويلها من خلال القرض الإلكتروني، وهو نظام للاقتراض وفقًا لأحكام الشريعة الإسلامية يتم من خلال الإنترنت، وتجرى الترتيبات لتكون كوالالمبور موقعًا لإدارة شبكة هذه السوق.
وتقول شركة إي دينار المحدودة التي تتخذ من جزيرة لابوان الماليزية مقرًّا: إن حجم التعاملات الإلكترونية في الدينار الذهبي الإسلامي عبر الإنترنت وصل حاليا إلى ما يوازي أربعة أطنان من الذهب، وإن نسبة المتعاملين تنمو بمعدل 10% شهريا.
كما أن عدد المتعاملين عبر موقع الدينار الإلكتروني (إي دينار دوت كوم) الذي أطلق على الإنترنت عام 1999 بعد نحو سبع سنوات من سك الدينار الذهبي الإسلامي وصل إلى نحو 600 ألف، وأن العدد يتضاعف كل عام تقريبا.
ويتم حاليا التداول في العديد من دول العالم بشكل مباشر بنحو 100 ألف دينار ذهبي إسلامي و250 ألف درهم فضي تم سكها من قبل الشركة، بأمل أن تحل في مرحلة لاحقة مكان الدولار الأمريكي لتسوية الحسابات التجارية بين الدول الإسلامية التي يبلغ تعداد سكانها نحو 1.3 مليار نسمة.

## مهاتير يتبنى الفكرة
اجتمع عمر إبراهيم فاديلو صاحب فكرة الدينار الإلكتروني، في يناير 2001 مع مهاتير محمد رئيس وزراء ماليزيا الذي أكد تبنيه للفكرة، معلنًا أن ماليزيا ستستخدم الدينار الذهبي الإسلامي في مجال تجارتها الخارجية بدلا عن الدولار الأمريكي، بينما سيظل الرنغيت الماليزي (العملة الوطنية) مستخدمًا في المعاملات المحلية.
أعرب مهاتير عن رغبته الأكيدة لتحقيق حلم الدينار الإسلامي كعملة موحدة للدول الإسلامية، وأن بلاده ستمضي قدمًا في هذا المشروع، وذلك كأساس عملي لقيام كتلة التجارة الإسلامية، عن طريق العملة الموحدة، ونظام الدفع الإلكتروني الموحد، والسوق التجارية المشتركة، والاستثمارات المالية الإسلامية. وسيمكّن التعامل بالدينار الذهبي ماليزيا أن تكون الدولة السادسة بعد أسبانيا وجنوب أفريقيا، والإمارات وإندونيسيا وسنغافورة كمستودع للذهب في العالم. وستبدأ ماليزيا بحلول منتصف العام 2003 في استخدام الدينار الذهبي كوسيط للتبادل التجاري مع الدول الإسلامية.
وقد أجرت ماليزيا محادثات ثنائية مع عدد من الدول الإسلامية بهدف تبني الدينار الإسلامي كوسيلة للدفع ضمن ترتيبات التجارة الثنائية، ومن بين هذه الدول البحرين وليبيا والمغرب وإيران.

## كيفية التعامل بالدينار ثنائيا وجماعيا
سيكون الدينار الذهبي مستعملاً، في البداية، لتسوية التجارة على أساس ترتيبات دفع ثنائية. ثم سيُحول إلى ترتيبات دفع متعددة الأطراف. وفيما يلي بيان ذلك:
ترتيبات الدفع الثنائية:
وهي الترتيبات التجارية التي تتم بين دولتين -لنفترض أنهما ماليزيا والسعودية- وتفضي إلى إتمام مبادلات تجارية تتم تسويتها كل 3 أشهر بالدينار الذهبي على أساس سعر صرف الدينار وقت التصدير أو الاستيراد.
تقوم البنوك المركزية بتسوية مدفوعات المصدرين والمستوردين بالعملة المحلية حيث سيدفع للمصدرين الماليزيين بالرينغيت الماليزي في تاريخ استحقاق الصادرات، على أساس سعر الرنغيت مقابل الدينار الذهبي في وقت التصدير. بينما سيقوم المستوردون بدفع قيمة وارداتهم للمصرف المركزي الماليزي بالرنغيت. وبالمثل سيعمل البنك المركزي السعودي تجاه الموردين والمصدرين السعوديين. وفي نهاية دورة الثلاثة الأشهر سنجد أن الصادرات الكلية من ماليزيا للسعودية هي مليوني دينار ذهبي، وصادرات السعودية الكلية إلى ماليزيا 1.8 مليون دينار، وعليه فإن البنك المركزي السعودي سيدفع للبنك المركزي الماليزي 0.2 مليون دينار ذهبي، حيث ستكون المدفوعات الفعلية هي أن ينقل من حساب البنك المركزي السعودي لدى احتياطاته الذهبية لدى بنك إنجلترا 0.2 مليون أوقية من الذهب لصالح الحسابات الذهبية الخاصة بالبنك المركزي الماليزي.
والنقطة المهمة أنه بموجب هذه الآلية فإن كمية صغيرة نسبيًّا تقدر بـ 0.2 مليون دينار ذهبي قادرة أن تساند إجمالي معاملة تجارية تبلغ 3.8 ملايين دينار ذهبي.
بعبارة أخرى: إن هذه المعاملة ستزيد من فاعلية التبادل التجاري على أساس الدينار الذهبي، مقارنة بالتبادل التجاري في ظل أسعار الصرف بالدولار؛ حيث لا يكون ضروريًّا في حالة استخدام الدينار الذهبي وجود احتياطي كبير من العملات الأجنبية لعمليات التجارة الخارجية.
ترتيبات الدفع متعددة الأطراف
إن آلية ترتيبات الدفع متعددة الأطراف شبيهة بترتيبات الدفع الثنائية، ولكنها تتيح مشاركة أوسع للعديد من الدول لشرح فعالية الترتيبات متعددة الأطراف، فلنفترض أن هناك ثلاث دول هي: ماليزيا والسعودية ومصر، تجمعها ترتيبات تجارية مشتركة، دعنا نفترض أن حجم التجارة بين ماليزيا والسعودية ومصر 10.7 ملايين دينار ذهبي كما يوضحها الجدول التالي:
الدينار الذهبي الإسلامي- بالمليون
إجمالي الصادر
```
مصر 
السعودية 
ماليزيا 
تصدير إلى 
```

3.5
```
1.5 
2.0 
X 
ماليزيا 
```

3.8
```
2.0 
X 
1.8 
السعودية 
```

3.4
```
X 
1.7 
1.7 
مصر 
```

10.7
```
3.5 
3.7 
3.5 
إجمالي الوارد
```

```
سنجد طبقا للجدول أن المدفوعات الوحيدة المطلوبة (صافي المدفوعات) هي الفرق بين مدفوعات السعودية ومصر البالغة 0.1 مليون دينار ذهبي، لكن قيمة إجمالي التجارة بين الدول الثلاث هي 10.7 ملايين دينار ذهبي كما في الجدول التالي:
```

دينار ذهبي إسلامي) بالمليون)
صافي المدفوعات
```
وارد 
صادر 
الدولة 
```

0.0
```
3.5 
3.5 
ماليزيا 
```

0.7
```
3.7 
3.8 
السعودية 
```

-0.1
```
3.5 
3.4 
مصر
```

### فوائد الدينار الذهبي للمسلمين
يعتمد نجاح الدينار الذهبي المقترح كعملة إسلامية موحَّدة على حجم الإقبال من جانب الدول التي ترغب في التعامل به كعملة رئيسية في التبادل التجاري الدولي. وهناك عدد من الفوائد التي تتحقق من التعامل بهذه العملة، وأبرزها:
- لا تحتاج الدول إلى احتياطيات من العملات الأجنبية لإتمام المبادلات التجارية، وبذلك يكون الدينار الذهبي عملة نموذجية لتسهيل التجارة الدولية وزيادة حجمها وتقلل من عمليات المضاربة في العملات الورقية والتي أدت إلى أزمة العملات الآسيوية العام 1997.
- إن وجود وحدة نقدية واحدة بين دول العالم الإسلامي سيزيد من حجم التبادل التجاري بين الدول الإسلامية، وسيساهم في زيادة النمو الاقتصادي إذا توفرت الشروط اللازمة لنجاح الدينار الذهبي الإسلامي.
- من فوائد الدينار الذي سيصنع من الذهب ويتحدد سعره حسب سعر الذهب أنه سيتلاشى خطر المضاربة تقريبا؛ ذلك لأن الذهب كعملة في حد ذاتها ليس سندًا بالتعهد عند الدفع، إنما سلعة لها قيمتها، ولا يحمل أي آثار تضخمية. وقد خلصت العديد من الدراسات إلى أن سعر الذهب عبر عدة قرون كان دائما مستقرًا، بخلاف العملات الورقية المختلفة.
- يساهم في تخفيض تكاليف صرف العملات، ويمكن أن تتوسع التجارة العالمية بالفعل؛ نظرًا لخفض تكلفة الأعمال مع تلاشي الحاجة إلى إجراءات احتياطية عمليا.
- إن الوحدة النقدية الموحدة سواء كبديل عن العملات المحلية أو إلى جانبها ستؤدي إلى تحول الفوائض المالية إلى دول العجز المالي، وتقوي من مركز العالم الإسلامي ككتلة تجارية واقتصادية واحدة أمام الكتل والتجمعات الاقتصادية الدولية.